# 白石千別
白石 千別（しらいし ちわき、文化14年〈1817年〉 - 明治20年〈1887年〉）は、江戸時代の武士（幕臣）、明治時代の新聞編集者。官途は下総守。通称は忠太夫。号は今様翁。
神奈川奉行、外国奉行などを歴任し、慶応元年（1865年）7月10日に新潟奉行となり、慶応4年（1868年）5月1日までその任に就く。足代弘訓、大国隆正に師事した。維新後は「有喜世新聞」「いろは新聞」等の主幹を務めて、明治20年71歳で逝去した。
「今様歌集」「幕末外国奉行白石忠太夫日記」等の著作がある。